# Blaise Charlut
Blaise Charlut, né en janvier 1717 à Velars-sur-Ouche dans la région de Dijon - mort à La Réole  en juillet 1792, est un maître serrurier, ou ferronnier d'art, réolais et artisan de renom dans toute la Guyenne.

## Son enfance
Rien ne prédisposait familialement à ce métier ce fils de Pierre Charlut (brassier) et de Pierrette Rochet . On ne sait rien de son enfance.

## Sa formation
La qualité  de son travail laisse à penser qu’il a fréquenté un ou plusieurs ateliers de haut niveau (Paris, Nancy.. ?). Il est arrivé à La Réole en 1741 et de garçon serrurier en 1744, date de son mariage avec une fille de Béguey, il est devenu maître en 1748. En 1765 il est dit « habile ». Après la mort de sa femme en 1780, il se remarie rapidement avec une Réolaise de 30 ans.

## Ses grandes œuvres
L'œuvre la plus représentative de Blaise Charlut est sans doute son travail pour le prieuré de La Réole (réalisé en 1748) : rampes des escaliers extérieur et intérieur, grilles,,,.
En 1751, la grille de clôture de la chapelle Saint-Clair de l’église Sainte-Eulalie de Bordeaux.

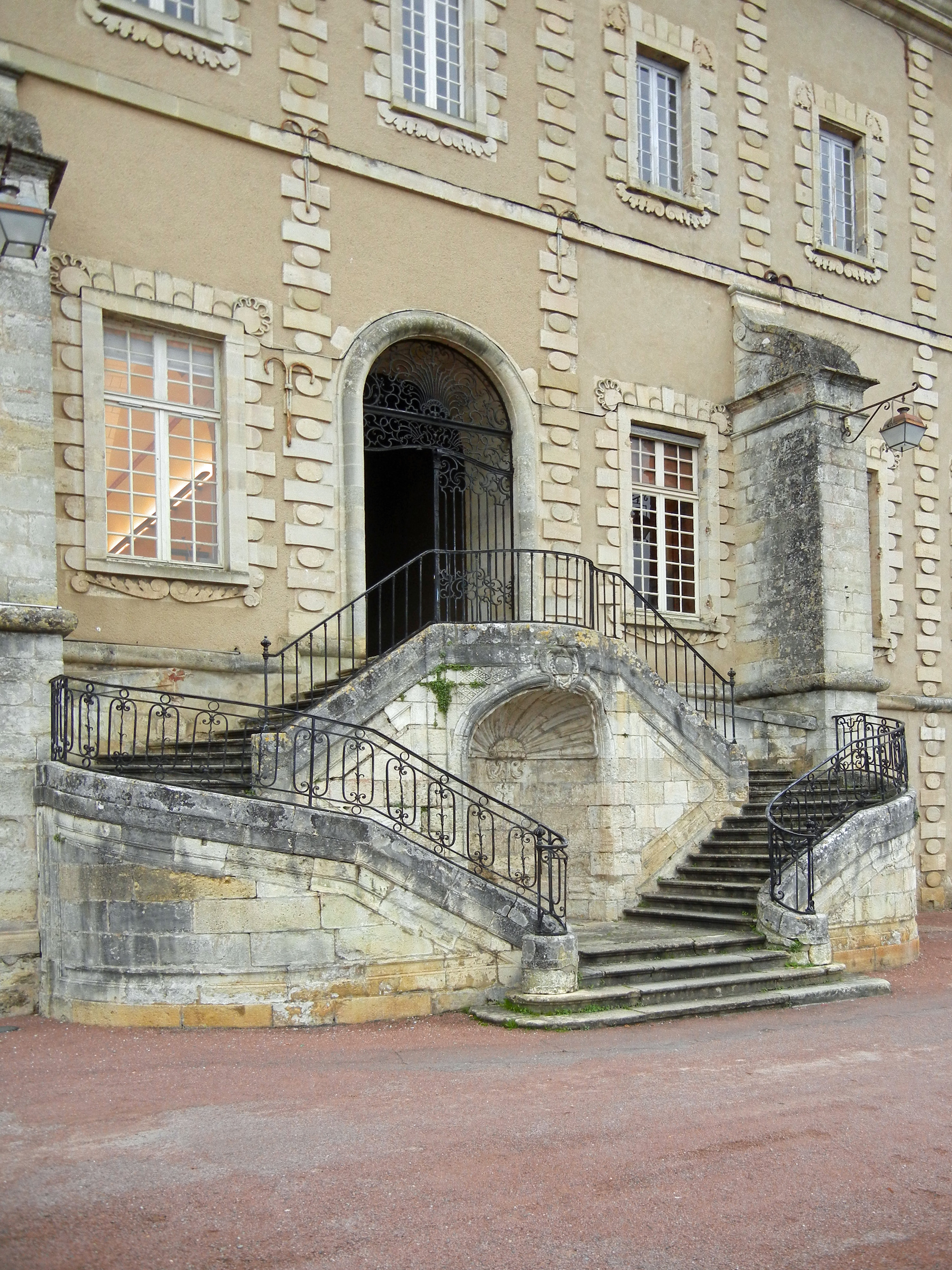
La Réole, escalier extérieur de la mairie. Blaise Charlut (1715 - 1792)
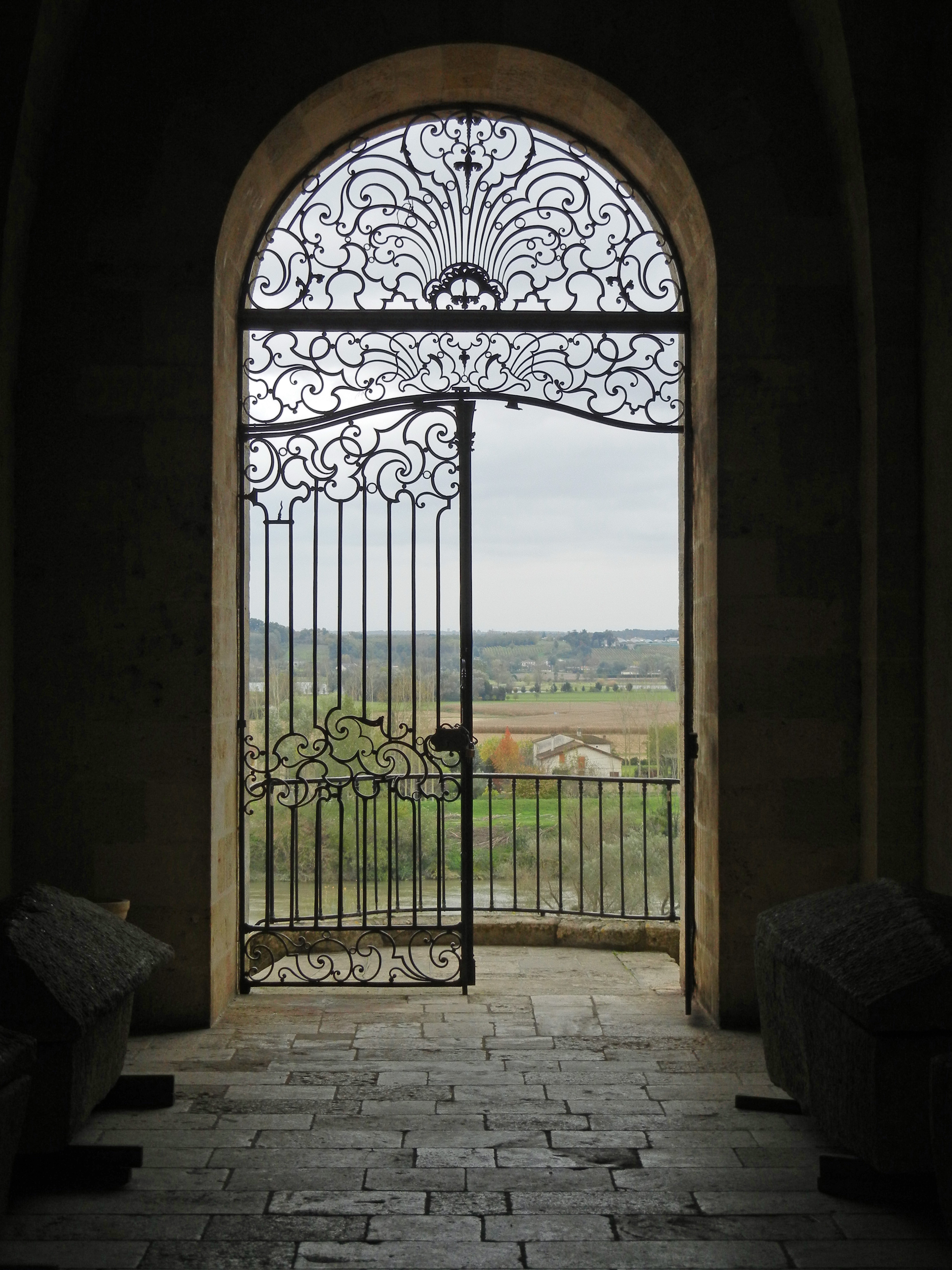
La Réole, grille du prieuré. Blaise Charlut (1715 - 1792)
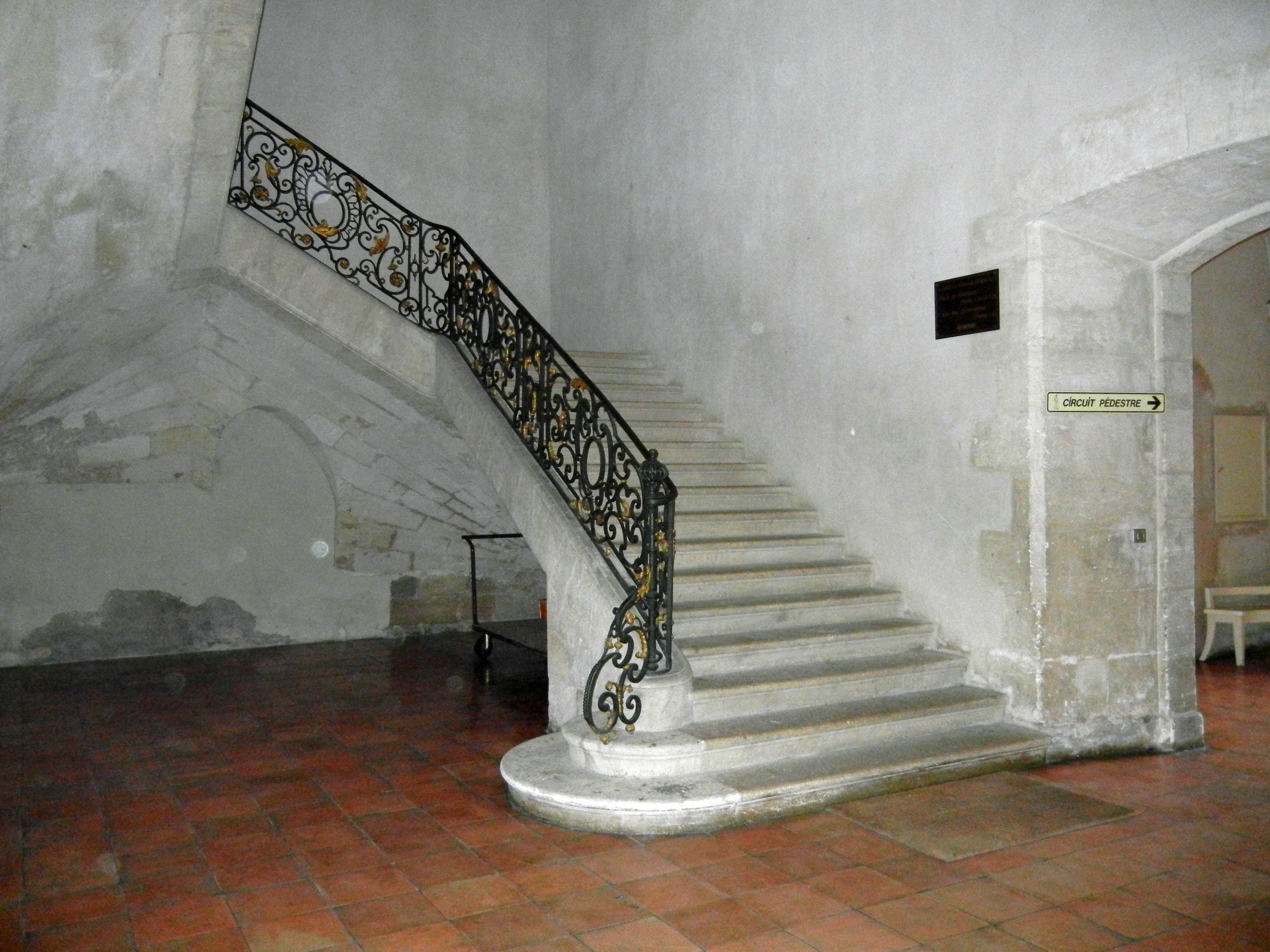
La Réole, escalier intérieur de la mairie. Blaise Charlut (1715 - 1792)
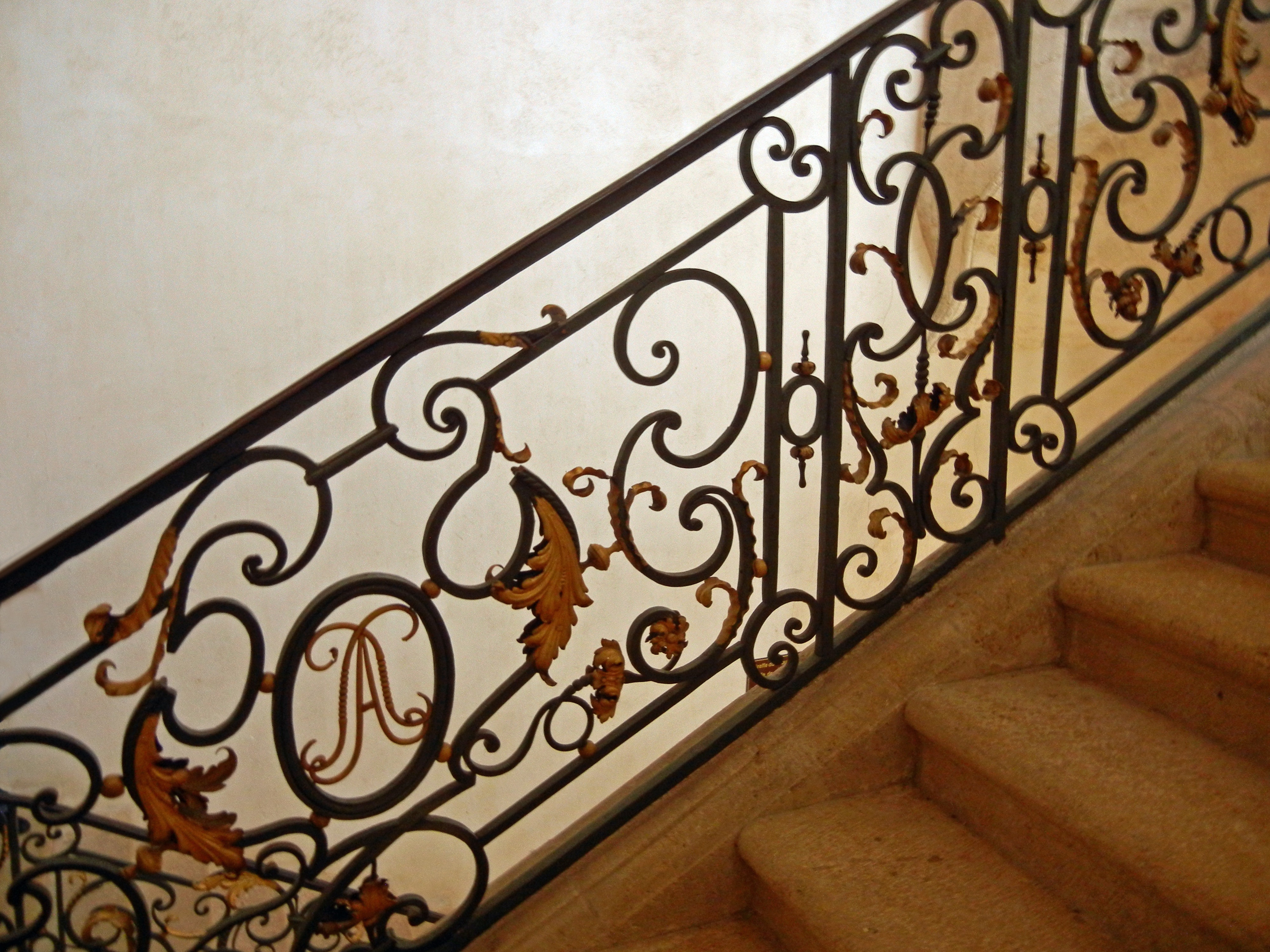
La Réole, escalier intérieur de la mairie. Blaise Charlut (1715 - 1792)
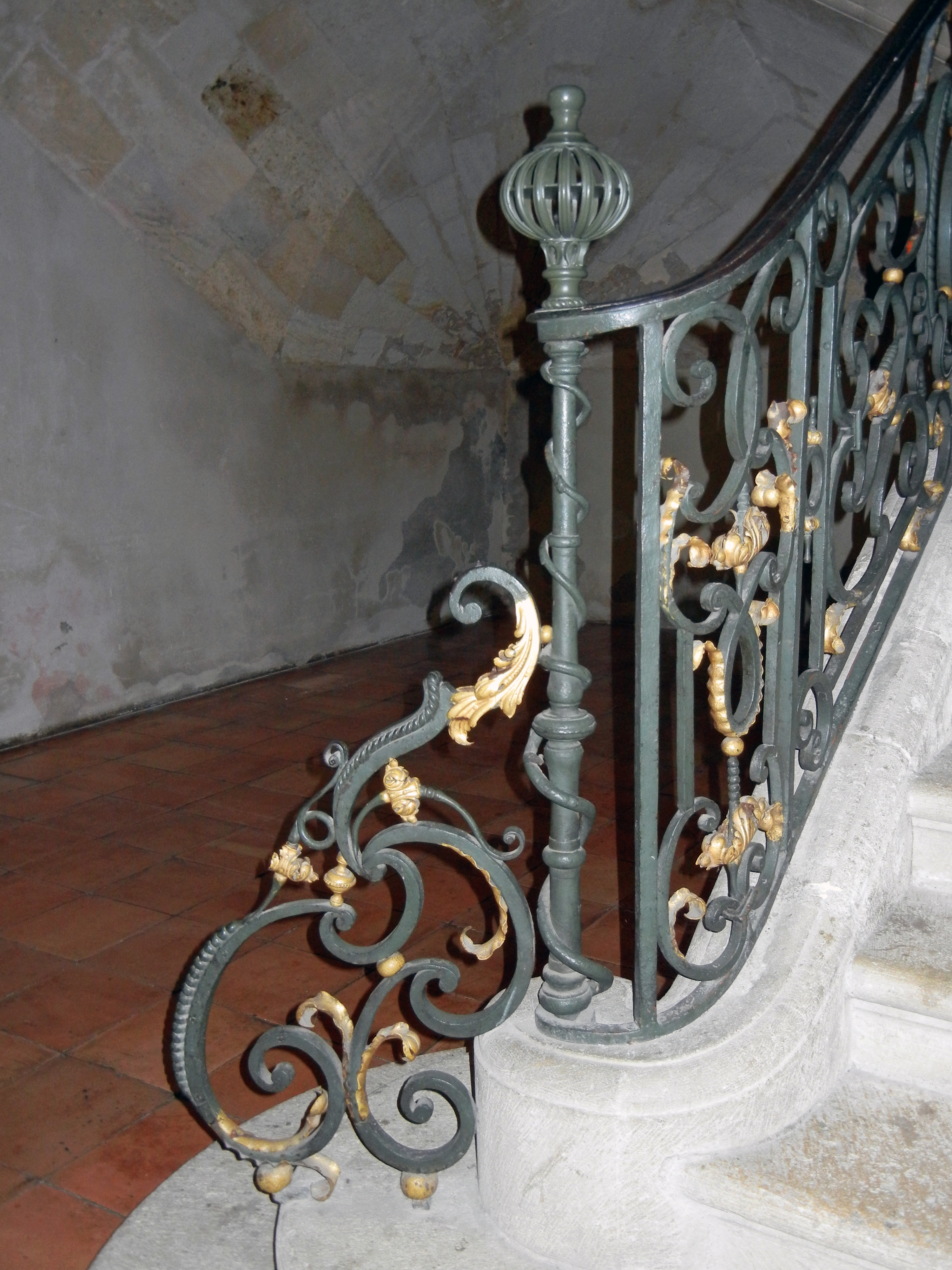
La Réole, escalier intérieur de la mairie. Blaise Charlut (1715 - 1792)

## Hommage
L'école primaire publique Blaise Charlut, 28 Rue Camille Braylens à La Réole porte son nom.